# Saint-Hilaire-le-Châtel
Saint-Hilaire-le-Châtel is een gemeente in het Franse departement Orne (regio Normandië) en telt 576 inwoners (1999). De plaats maakt deel uit van het arrondissement Mortagne-au-Perche.

## Geografie
De oppervlakte van Saint-Hilaire-le-Châtel bedraagt 22,8 km², de bevolkingsdichtheid is 25,3 inwoners per km².
De onderstaande kaart toont de ligging van Saint-Hilaire-le-Châtel met de belangrijkste infrastructuur en aangrenzende gemeenten.

## Demografie
Onderstaande figuur toont het verloop van het inwonertal (bron: INSEE-tellingen).